# 特劳岑宫

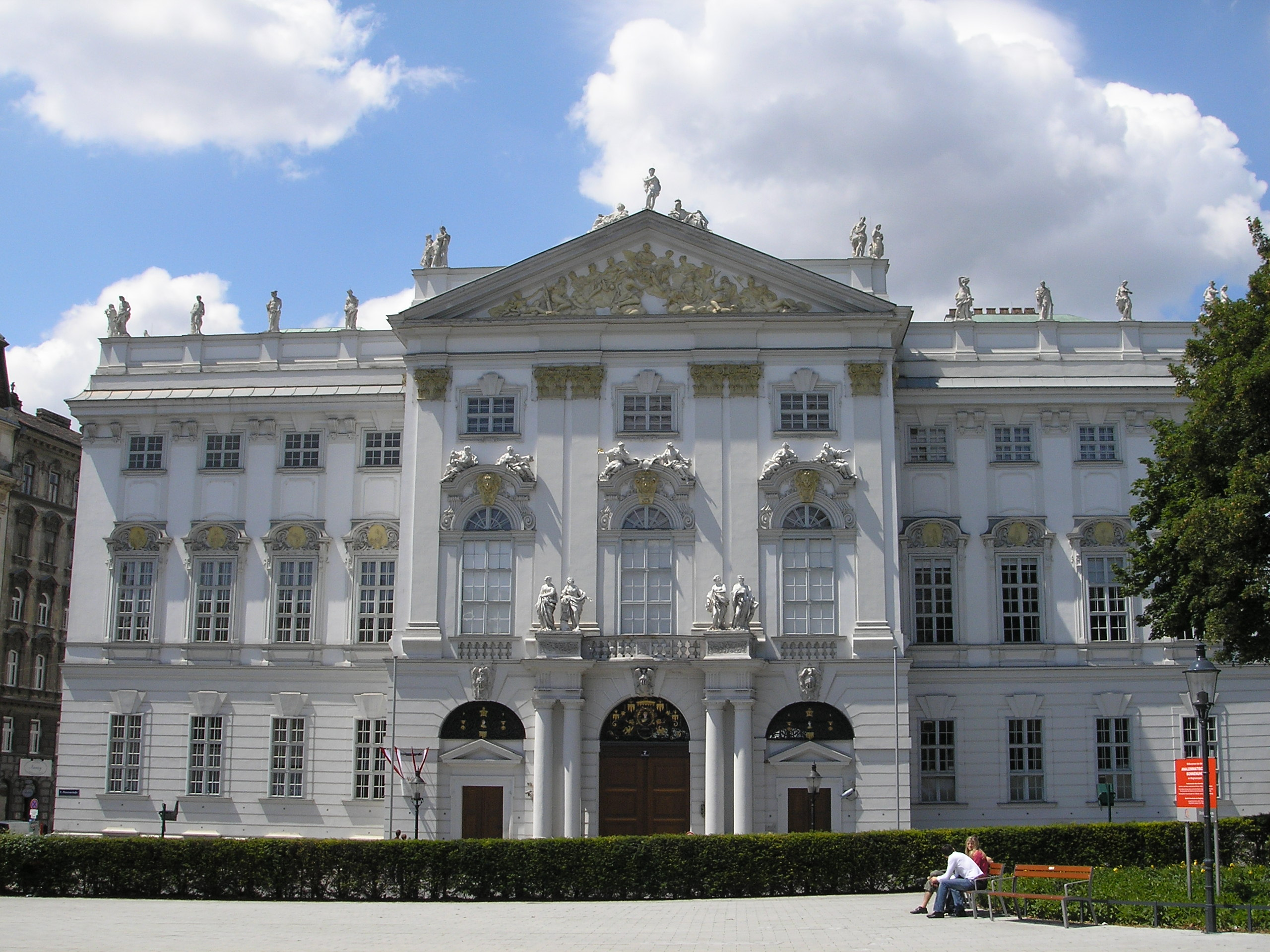
特劳岑宫

特劳岑宫（Palais Trautson）是奥地利维也纳的一座历史建筑，巴洛克风格，属于特劳岑家族。它位于诺伊鲍（第七区）的博物馆大街（Museumstraße）7号，兴建于1712年。